# Флауэр, Кен
Кен Флауэр (англ. Ken Flower; 1914, Корнуолл — 1987, Хараре) — родезийский и зимбабвийский офицер британского происхождения, первый директор спецслужбы Центральная разведывательная организация. Активно участвовал в войне родезийского правительства Яна Смита против партизанских движений, руководил контрповстанческими спецоперациями. Сохранил пост в независимом Зимбабве, являлся видной фигурой в репрессивном аппарате правительства Роберта Мугабе. По ряду свидетельств, был тайным агентом британской спецслужбы МИ6.

## Офицер британской полиции
В ранней молодости служил в британском таможенном управлении. В 23-летнем возрасте завербовался в Британскую южноафриканскую полицию (BSAP), служил в Южной Родезии. Во время Второй мировой войны находился в составе британских войск в Эфиопии и Сомали.
В 1948 Кен Флауэр возвратился в Южную Родезию на полицейскую службу. Основательно изучив историю кенийского восстания мау-мау, эффективно подавлял массовые беспорядки в Ньясаленде конца 1950-х. В 1961 был назначен заместителем комиссара BSAP.
В 1963 премьер-министр Родезии Уинстон Филд учредил колониальную спецслужбу Центральная разведывательная организация (CIO). Первым директором CIO в звании полковника был назначен Кен Флауэр. Функции CIO включали разведку, контрразведку, обеспечение государственной безопасности, политический сыск.

## Начальник спецслужбы в Родезии
В 1965 партия белых поселенцев Родезийский фронт (RF) провозгласила независимость Родезии от Великобритании. Главой правительства стал лидер RF Ян Смит. Односторонняя независимость не получила международного признания. Британский офицер Кен Флауэр не был сторонником независимости и не принимал идей родезийского национализма.
Кен Флауэр довольно негативно относился к RF, считал партию избыточно популистской. Активистов из числа белых фермеров пренебрежительно называл «ковбойскими элементами». В то же время Флауэр являлся профессионалом высокого класса и декларировал невмешательство в партийные дела. Ян Смит оставил его в должности директора CIO.
С весны 1966 в Южной Родезии шла война между белым правительством Смита и африканскими повстанческими движениями ZAPU и ZANU. Кен Флауэр во главе CIO организовывал контрповстанческую разведку, систему вербовки, спецоперации. Спецслужба тесно взаимодействовала с родезийской армией генерала Питера Уоллса, особенно с Селус Скаутс и другими спецподразделениями. Предполагается, что под руководством Флауэра было совершено убийство лидера ZANU Герберта Читепо 18 марта 1975. Гибель Читепо временно парализовала партизанское движение в Родезии.
Готовились, однако не осуществились, убийства преемника Читепо Роберта Мугабе и лидера ZAPU Джошуа Нкомо. По признанию самого Флауэра были убиты через отравление униформы несколько сотен партизанских новобранцев (эта спецоперация проводилась с использованием внутренней борьбы между африканскими националистами).
После провозглашения независимости Мозамбика в 1975 году режим Саморы Машела оказывал помощь антиправительственным партизанам в Родезии. В ответ CIO активно поддержало антикоммунистическое Мозамбикское национальное сопротивление (РЕНАМО). За годы родезийской войны CIO приобрело репутацию высококвалифицированной эффективной спецслужбы. Кен Флауэр был награждён родезийским орденом «Легион почёта».
При этом полковник Флауэр занимал особую политическую позицию. Он безуспешно пытался убедить Яна Смита в бесперспективности войны и неминуемом поражении правительства, несмотря на однозначное военное превосходство. Имеются данные, что Флауэр являлся тайным агентом британской спецслужбы МИ6, информировал Лондон о планах правительства Смита и саботировал некоторые его установки (в том числе планы убийства Мугабе и Нкомо, которые британские власти считали ошибочными). На первом месте для Флауэра было отстаивание не родезийских, а британских интересов. Его отчёты получали министр иностранных дел Великобритании Дэвид Оуэн и начальник МИ6 Дик Фрэнкс.
3 марта 1978 правительство Яна Смита заключило с умеренными африканскими националистами соглашение о внутреннем урегулировании. На основе этих договорённостей было создано государство Зимбабве-Родезия. Правительство возглавил лидер партии UANC чернокожий епископ Абель Музорева. Руководство силовыми структурами оставалось за представителями белой общины, Кен Флауэр сохранил пост директора CIO. Однако ZAPU и ZANU не признали Зимбабве-Родезию и продолжали вооружённую борьбу. Новое государство просуществовало лишь с июня по декабрь 1979.
Международное давление на Родезию возымело действие. Ланкастерхаузская конференция 1979 года временно восстановила колониальной статус Южной Родезии и назначило проведение свободных многорасовых выборов. Убедительную победу одержал ZANU. Это оказалось крупной неудачей CIO, прогнозировавшей победу ZAPU и относительный успех UANC. 18 апреля 1980 была провозглашена международно признанная независимость Зимбабве. Новое правительство возглавил Роберт Мугабе.

## Начальник спецслужбы в Зимбабве
Вопреки многим ожиданиям, премьер-министр Мугабе не только сохранил структуру CIO, но и оставил Кена Флауэра в должности директора спецслужбы. Существуют свидетельства о состоявшемся между ними серьёзном разговоре: Мугабе предъявил претензии за попытки покушения на себя, Флауэр сослался на тогдашние сложные обстоятельства и впредь гарантировал полную лояльность. Мугабе принял эти разъяснения.
Было заявлено, что Зимбабве не может себе позволить отказаться от эффективной спецслужбы и высокопрофессиональных кадров. Такое решение Мугабе вызвало удивление и недовольство многих сподвижников по ZAPU, в том числе Эммерсона Мнангагвы, первого министра госбезопасности и будущего президента Зимбабве после отстранения Мугабе. Однако довольно скоро Мнангагва наладил деловое взаимодействие с Флауэром.
В независимой Зимбабве сохранилась практически вся правовая база деятельности полиции и спецслужб, характерная для Южной Родезии. CIO стало важным инструментом репрессивной политики Мугабе. Ведомство Флауэра сыграло заметную роль в операции Гукурахунди — преследованиях и убийствах ндебеле, сторонников Нкомо и ZAPU.
Некоторые представители ZAPU считали, что Кен Флауэр и Питер Уоллс намеренно спровоцировали Мугабе и Мнангагву на репрессивную кампанию. Предположение о роли Уоллса в свете его конфликтных отношений с Мугабе и скорой эмиграции из Зимбабве выглядит крайне сомнительным. Чаще Гукурахунди рассматривается как самостоятельное действие Мугабе — подавление оппозиции с использованием потенциала родезийских силовиков. Противники Мугабе рассматривали это как сознательное использование «агентов Смита» в межплеменной розни и политических расправах.
Кен Флауэр оставался директором CIO до 1984, после чего вышел на пенсию.

## Наследие
Скончался Кен Флауэр 2 сентября 1987 в возрасте 73 лет. В том же году опубликована книга его воспоминаний Serving secretly: Rhodesia’s CIO chief on record — Тайное служение: записки шефа родезийской CIO.
Деятельность Кена Флауэра по разному оценивается специалистами. Отдаётся должное успехам родезийских спецопераций CIO. «Двойная игра» с МИ6 не считается полностью доказанной и в любом случае объясняется британским патриотизмом Флауэра. С другой стороны, часто осуждается переход Флауэра на службу к Мугабе, резкий обрыв связей с РЕНАМО, критикуется аналитический провал CIO перед выборами 1980 — такие оценки обычно исходят от ветеранов военной разведки ЮАР времён апартеида.
Кен Флауэр был женат, имел дочь Марду. После смерти отца она играет важную роль как распорядитель его архивов, не вошедших в мемуары.